# Charlie Burke
Pour les articles homonymes, voir Burke.
Charlie Burke, né le 7 septembre 1969 aux États-Unis, est un ancien joueur de basket-ball professionnel américain. Il mesure 1,93 m.

## Université
- ???? - 1994 :  University of Alabama (NCAA 1 )

## Clubs successifs
- 1994 - 1996 :  Franca São Paulo (NBB)
- 1996 - début 1998 :  Pico FC (LNB)
- début 1998 - 1998 :  Chalon-sur-Saône (Pro A)
- 1998 - 1999 :  Boca Juniors (LNB)
- 1999 - 2000 :  Regatas San Nicolas (LNB)
- 2000 - ???? :